# Bernardo Bayona Aznar
Bernardo Bayona Aznar (ur. 2 czerwca 1952 w Saragossie, zm. 6 listopada 2019 tamże) – hiszpański polityk, filozof i nauczyciel akademicki, senator i deputowany, od 1986 do 1987 eurodeputowany II kadencji.

## Życiorys
W latach 1971–1975 studiował teologię na Papieskim Uniwersytecie Gregoriańskim, następnie kształcił się w zakresie filozofii na Uniwersytecie w Saragossie i Uniwersytecie w Walencji, gdzie w 1975 uzyskał magisterium. W 2004 obronił z wyróżnieniem doktorat na Uniwersytecie w Alcalá de Henares poświęcony Marsyliuszowi z Padwy. Wykładał w Instituto Goya w Saragossie, gdzie kierował departamentem filozofii, a także na uczelni UNED specjalizującej się w kształceniu na odległość. W pracy naukowej zajmował się m.in. filozofią średniowieczną, władzą, religią i polityką edukacyjną. Współpracował przy tworzeniu Wielkiej Encyklopedii Aragońskiej oraz z czasopismem „Nuestra Escuela”. Od 1977 do 1982 był sekretarzem generalnym związku nauczycielskiego w ramach UGT w Saragossie.
Zaangażował się w działalność Socjalistycznej Partii Aragonii, z którą w 1978 przystąpił do Hiszpańskiej Socjalistycznej Partii Robotniczej – od 1979 do 1995 zasiadał w jej krajowych władzach. W latach 1982–1996 członek Senatu II, III, IV i V kadencji, w tym od 1989 do 1993 jako jego pierwszy wiceprzewodniczący; od 1993 do 1996 kierował też senacką frakcją PSOE. Od 1 stycznia 1986 do 5 lipca 1987 był posłem do Parlamentu Europejskiego w ramach delegacji krajowej. Przystąpił do frakcji socjalistycznej, należał m.in. do Komisji ds. Młodzieży, Kultury, Edukacji, Informacji i Sportu. W kadencji 1996–2000 zasiadał w Kongresie Deputowanych.
Zmarł po długiej chorobie. Był żonaty, miał dwoje dzieci.